# Michele Parrinello
Michele Parrinello, né le 7 septembre 1945 à Messine, est un physicien italien, dont le travail porte sur la physico-chimie et les méthodes de simulations spécifiquement dédiées à la physique et à la chimie numériques.

## Biographie
Michele Parrinello étudie la physique à l'université de Bologne, dont il est diplômé en 1968. Titulaire de la chaire d'informatique au sein du Laboratoire de physico-chimie à l'ETH Zurich, et directeur du Centre suisse d'informatique à Manno (Confédération suisse),, Michele Parrinello est, avant d'occuper les positions académiques pré-citées, professeur à la International School for Advanced Studies (SISSA, à Trieste en Italie) et directeur de recherche au Max-Planck-Institut für Festkörperforschung en Allemagne. Il est également professeur invité à l'Université de Californie à Santa Barbara. Il est l'auteur de plus de 300 publications scientifiques.
Michele Parrinello est, en 2009, lauréat de la médaille Dirac de l'ICTP avec Roberto Car pour le développement d'une méthode de simulation ab initio combinant pour le traitement des structures électroniques la mécanique quantique (par la théorie de la fonctionnelle de la densité) et pour celui de la dynamique moléculaire les méthodes newtoniennes classiques. Ils appellent leur méthode dynamique moléculaire ab initio, mais elle est plus connue actuellement sous le nom de méthode de Car et Parrinello~et largement diffusée dans les codes de simulations quantiques. Les deux scientifiques la développèrent alors qu'ils se trouvaient à Trieste en 1985, et a trouvé de nombreuses applications en chimie du solide, biochimie, physico-chimie et chimie des matériaux.
Entre 2014 et 2018, il est membre du Comité Technique Scientifique de l'Institut Italien de Technologie (IIT), depuis 2018, il est Chercheur Senior et, depuis 2020, Principal investigateur de l'unité de recherche Simulations Atomistiques de l'Institut Italien de Technologie (IIT).
Michele Parrinello a également travaillé sur les transitions de phases structurales en utilisant les méthodes de dynamique moléculaire, la théorie des liquides ioniques, des calculs de trajectoires par intégrales sur des sels fondus dans les métaux, la catalyse Ziegler-Natta, ou les transferts protoniques dans l'eau. Il développe avec Aneesur Rahman la méthode Parrinello-Rahman de la dynamique moléculaire, qui peut servir à étudier les transitions de phases sous pression.

## Récompenses et nominations
Michele Parrinello est lauréat :
- du prix Gutenberg de la conférence (2008).
- du prix Sidney Fernbach[8] de l'IEEE avec Roberto Car (2009).
- de la médaille Dirac de l'ICTP[9] (2009).
- du prix en chimie théorique de l'American Chemical Society avec Rahman (2001).
- du prix Boys-Rahman de la Royal Society of Chemistry (1994)[10].

Il est membre :
- de l'Académie internationale des sciences moléculaires quantiques[5].
- (honoraire) de la Materials Research Society of India.
- de l'Académie des sciences de Berlin-Brandebourg.
- de la Royal Society.
- de l'Académie des Lyncéens.

Michele Parrinello est docteur honoris causa de plusieurs universités.